# NGC 522
NGC 522 este o galaxie spirală situată în constelația Peștii. A fost descoperită în 25 septembrie 1862 de către Heinrich Louis d'Arrest.